# Triple threat
Triple Threat – rodzaj walki w wrestlingu. Odbywa się na standardowych zasadach, jednak bierze w nim udział trzech wrestlerów, wyjście poza ring nie jest wyliczane. Każdy zawodnik walczy na własną rękę. Zwycięzcą walki zostaje ten, który jako pierwszy wykona skuteczny pin lub submission na dowolnym przeciwniku.

## Lista wybranych walk
| Lp | mecz | stypulacja | gala                                   | czas  |
| -- | --- | --- | -------------------------------------- | ----- |
| 1  | Brock Lesnar (c) pokonał Johna Cenę i Setha Rollinsa                                                                                                | Triple threat match + WWE World Heavyweight Championship                                                      | Royal Rumble (2015)                    | 22:52 |
| 2  | Seth Rollins pokonał Romana Reignsa i Brocka Lesnara (c) (z Paulem Heymanem)                                                                        | Triple Threat Match o WWE World Heavyweight Championship, Seth Rollins wykorzystał walizkę Money in the Bank. | WrestleMania 31                        | 16:43 |
| 3  | Nikki Bella (c) pokonała Paige i Naomi | Triple Threat match o pas WWE Divas Championship. Brie Bella i Tamina z zakazem wstępu na arenę.              | Elimination Chamber (2015)             | 6:04  |
| 4  | Nikki Bella (c) pokonała Tamina & Paige | Triple threat match + WWE Divas Championship                                                                  | The Beast in the East                  | 7:03  |
| 5  | Charlotte (z Paige & Becky Lynch) pokonała Brie Bella (z Nikki Bella i Alicia Fox) & Sasha Banks (z Naomi i Tamina) by submission                   | Triple threat match                                                                                           | Battleground (2015)                    | 11:30 |
| 6  | Ryback (c) pokonał Big Showa i The Miza | Triple Threat match o WWE Intercontinental Championship                                                       | SummerSlam (2015)                      | 05:34 |
| 7  | Team PCB (Paige, Charlotte i Becky Lynch) pokonały Team Bella (Nikki Bellę, Brie Bellę i Alicię Fox) oraz Team B.A.D. (Naomi, Sashę Banks i Taminę) | Three team elimination match                                                                                  | SummerSlam (2015)                      | 15:18 |
| 8  | The New Day (Big E i Kofi Kingston) (c) (w/ Xavier Woods) pokonali The Usos (Jimmy’ego i Jeya Uso) oraz The Lucha Dragons (Kalisto i Sin Carę)      | Triple threat tag team ladder match o WWE Tag Team Championship                                               | TLC: Tables, Ladders and Chairs (2015) | 17:46 |
| 9  | Dean Ambrose vs. Roman Reigns vs. Brock Lesnar | Triple Threat match o walkę o WWE World Heavyweight Championship na WrestleManii 32                           | Fastlane (2016)                        | ??:?? |